# フィリップ・ファウト
フィリップ・ファウト（Philipp Johann Heinrich Fauth 、1867年3月19日 - 1941年1月4日)は、ドイツのアマチュア天文学者。月に関する著書などで知られる。
バート・デュルクハイムに生まれた。月の観測に取組み1932年に月のコペルニクスクレータの近くに2重クレータを発見した。1884年から1940年にかけて月の100万分の1の地図を製作したが、出版されたのは1964年になってからで、月の観測に写真が用いられる時代になっておりその仕事は時代遅れな物となってしまった。20世紀の始め、太陽系の起源を巨大な高温の天体に氷でできた別の天体が衝突したことに求め、月も氷でできているとする『宇宙氷説』(en:Welteislehre)を唱えた､オーストリアの技術者ハンス・ヘルビガーと親しくなり、ファウトも月の表面が氷で覆われているという説にたった。
宇宙氷説はナチスの高官に支持されたので、1939年にファウトはハインリヒ・ヒムラーによって大学教授に任命されたが、実際に大学で教えることはなかった。SS-天文台の設立を計画したが、第2次世界大戦の勃発によって中止された。ナチスの援助によってw:Landstuhlに個人天文台をもった。ミュンヘン近郊のGrünwaldで没した。

## 著書
- Hörbigers Glacial-Kosmogonie, 1913
- Unser Mond, 1936
- Mondesschicksal. Wie er ward und untergeht